# Silvia Laplana Naval
Silvia Laplana Naval (Barcelona, 3 de febrer de 1984) és una meteoròloga catalana.

## Trajectòria
Va néixer a Barcelona i es va criar a Vilanova i la Geltrú fins als disset anys. La seva família procedeix de Montsó, on habitualment viuen els seus pares i d'on es considera ella també. A Terrassa va estudiar Òptica i Optometria a la Universitat Politècnica de Catalunya i posseeix un Màster en Meteorologia a la Universitat de Barcelona.
Va començar treballant a Canal Meteo com a becària, d'on va passar a Aragó TV a 2009 i des d'agost de 2013 treballa a RTVE, on va començar a  Los desayunos de TVE i el Telediario Matinal per passar després a les edicions de cap de setmana del Telediario i el Canal 24 hores, posteriorment va tornar al Telediario Matinal i Els esmorzars de TVE, per passar a la primera edició de El temps de dilluns a divendres.
Les seves presentacions es caracteritzen per l'estil proper i desenfadat i per anar de vegades més enllà dels temes estrictes del temps, com quan va explicar el temps que es va trobar Colom en la seva travessia.A més del seu treball a la televisió, imparteix xerrades a col·legis per acostar la meteorologia al públic en general. El 2019 un tuit seu, «infern is coming», en què explicava l'onada de calor, i alertava sobre la possibilitat de morir per calor, va tenir un gran impacte en xarxes del que es van fer ressò mitjans internacionals com ' 'The Guardian i The Washington Post.

## Vida personal
Es considera catalanoaragonesa, per la seva relació amb Montsó. És molt activa a les xarxes socials, on li agrada compartir els seus viatges, amb comentaris sobre el temps. Li agrada el muntanyisme i practica diversos esports.

## Reconeixements
- És ambaixadora de la ciutat de Montsó.
- El 2017 va rebre de l'associació dels barris Sant Joan - Joaquín Costa - El Molino el premi Caragol d'Or per sentir-se partícip de la comunitat de Montsó i el seu apropament als centres escolars.[2]